# ألساندريا ديلا روكا
ألساندريا ديلا روكا (بالإيطالية: Alessandria della Rocca)‏ هي بلدية صغيرة في مقاطعة أغريجنتو في صقلية الإيطالية.

## السكان
تطور النمو السكاني لـ ألساندريا ديلا روكا

## توأمة
لألساندريا ديلا روكا اتفاقيات توأمة مع:
- دراب